# Velké Losiny - lázeňský dům Eliška
Velké Losiny - lázeňský dům Eliška este o arie protejată (arie specială de conservare — SAC, sit de importanță comunitară — SCI) din Republica Cehă întinsă pe o suprafață de 0,15 ha, integral pe uscat.

## Localizare
Centrul sitului Velké Losiny - lázeňský dům Eliška este situat la coordonatele 50°02′00″N 17°02′08″E / 50.033333°N 17.035556°E.

## Înființare
Situl Velké Losiny - lázeňský dům Eliška a fost declarat sit de importanță comunitară în aprilie 2005 pentru a proteja 1 specie de animale. Situl a fost protejat și ca arie specială de conservare în august 2015.

## Biodiversitate
Situată în ecoregiunea continentală, aria protejată nu include niciun habitat protejat.
La baza desemnării sitului se află o specie protejată de  mamifere: liliac cărămiziu (Myotis emarginatus).